# Kungälvs pastorat
Kungälvs pastorat var ett pastorat, som omfattade hela Kungälvs tätort i Kungälvs kommun i Bohuslän, Västra Götalands län. 
Pastoratet tillhörde Göta Älvdalens kontrakt (före 1 april 2007 Älvsyssels södra kontrakt) i Göteborgs stift.
Pastoratet bestod av dessa två församlingar:
- Kungälvs församling, pastoratets moderförsamling och
- Ytterby församling, annexförsamling i pastoratet.

När församlingarna sammanlades 2015 till Kungälv-Ytterby församling så upphörde detta pastorat.

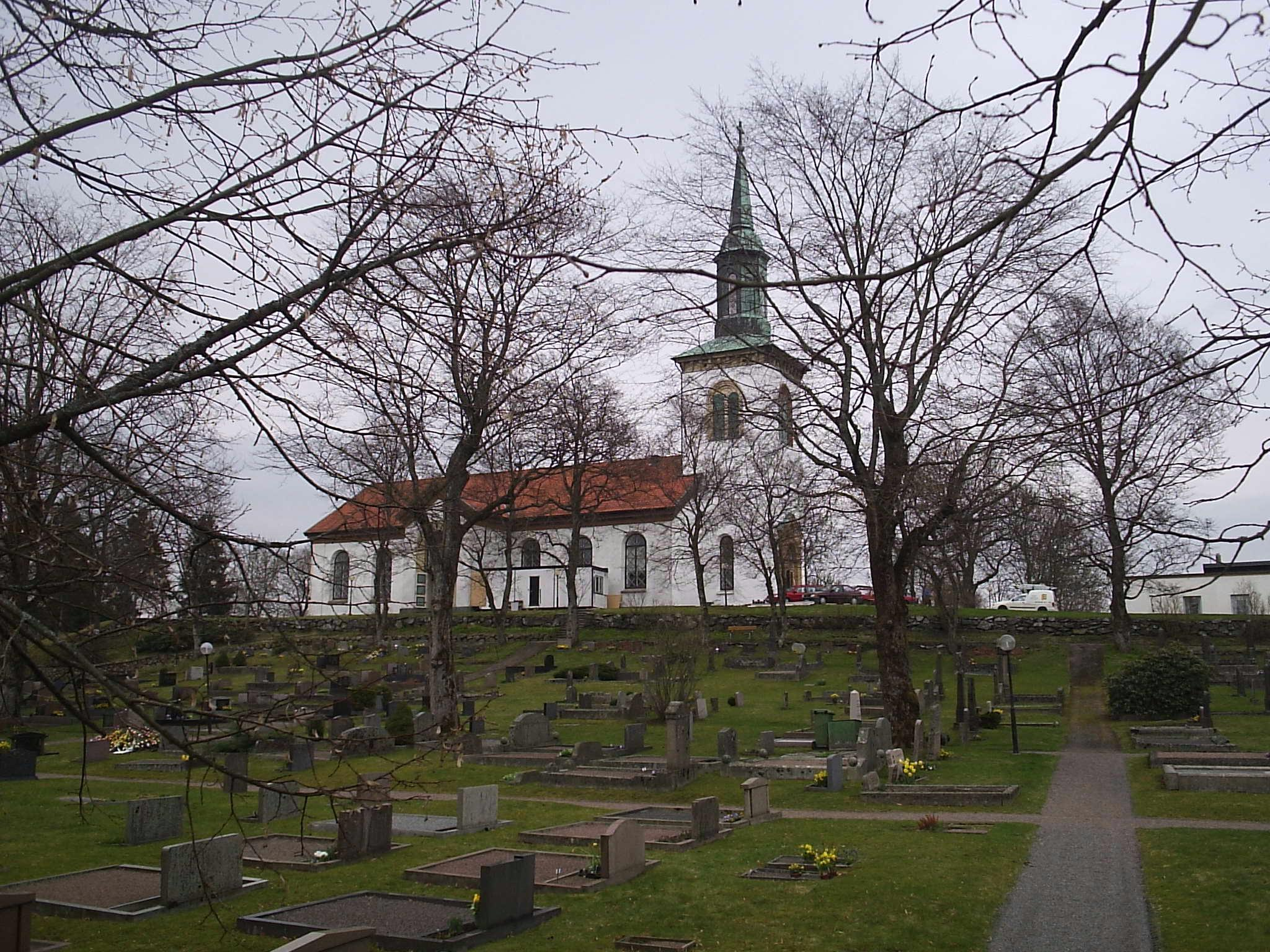
Ytterby kyrka
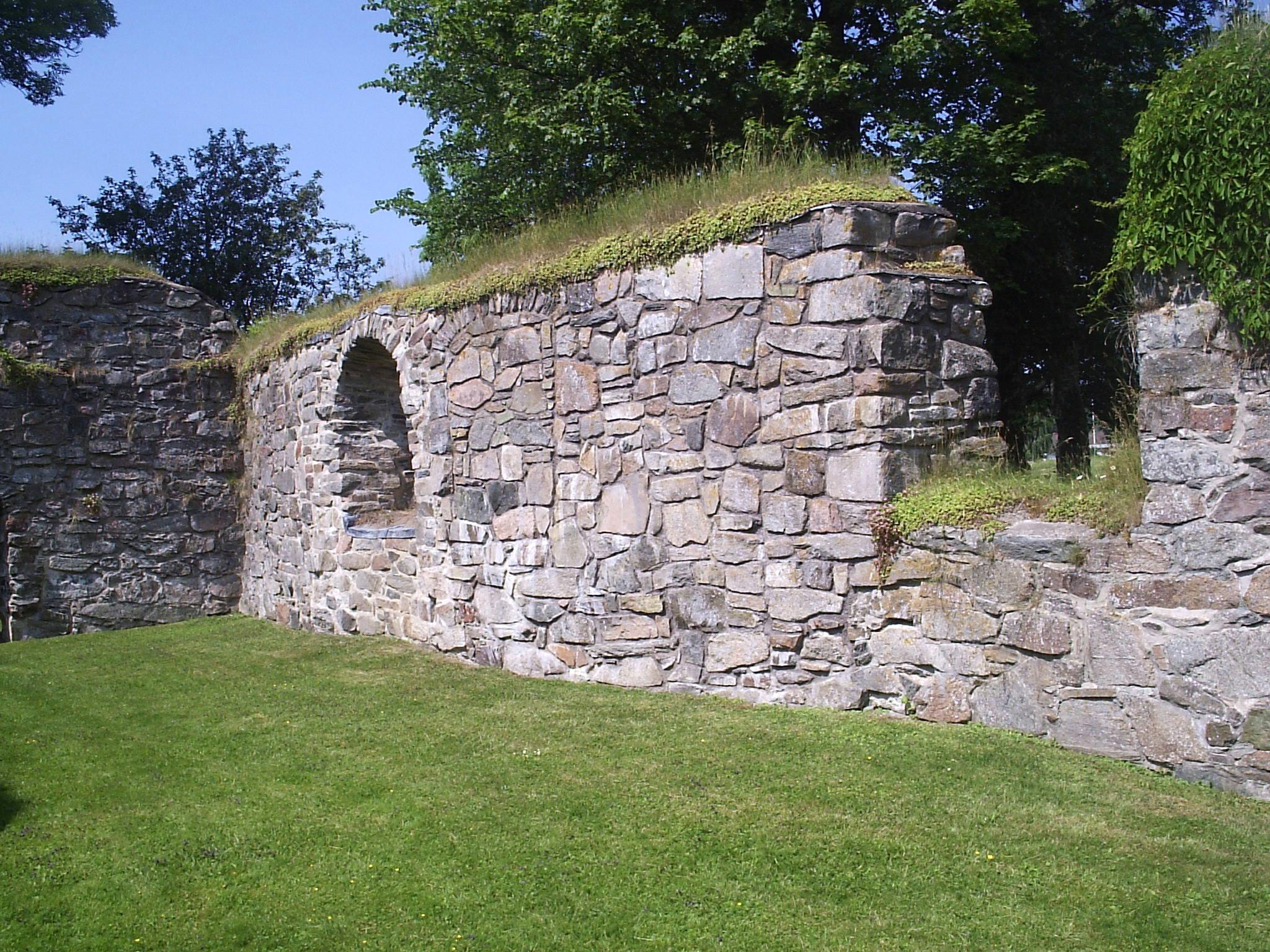
Ytterby gamla kyrka, en kyrkoruin